# Trevor Rhone
Trevor Dave Rhone (24 maart 1940 - Kingston,  15 september 2009) was een Jamaicaans auteur en toneelschrijver.
Rhone begon zijn theatercarrière na een studie aan de Engelse toneelschool "Rose Bruford College". Hij werkte mee aan de renaissance van het Jamaicaans theater in het begin van de jaren zeventig. Rhone werd lid van de groep "Theatre '77", die "The Barn" oprichtte, een klein theater in Kingston om plaatselijke voorstellingen te geven. De visie van deze groep, die gesticht werd in 1965, was dat er binnen 12 jaar, dus tegen 1977, professioneel theater in Jamaica moest zijn.
Hij schreef ook filmscenario's, onder meer voor de misdaadfilm The Harder They Come uit 1972, die de reggae in de Verenigde Staten bekend maakte. Hij schreef ook het scenario voor de romantische film One Love uit 2003.

## Toneelwerken (selectie)
- Smile Orange (1971)
- School's Out (1972)
- Old Story Time (1981)
- Two Can Play (1982)
- The Game (1985)